# القرن 3
| عقد 190 | 190 | 191 | 192 | 193 | 194 | 195 | 196 | 197 | 198 | 199 |
| عقد 200 | 200 | 201 | 202 | 203 | 204 | 205 | 206 | 207 | 208 | 209 |
| عقد 210 | 210 | 211 | 212 | 213 | 214 | 215 | 216 | 217 | 218 | 219 |
| عقد 220 | 220 | 221 | 222 | 223 | 224 | 225 | 226 | 227 | 228 | 229 |
| عقد 230 | 230 | 231 | 232 | 233 | 234 | 235 | 236 | 237 | 238 | 239 |
| عقد 240 | 240 | 241 | 242 | 243 | 244 | 245 | 246 | 247 | 248 | 249 |
| عقد 250 | 250 | 251 | 252 | 253 | 254 | 255 | 256 | 257 | 258 | 259 |
| عقد 260 | 260 | 261 | 262 | 263 | 264 | 265 | 266 | 267 | 268 | 269 |
| عقد 270 | 270 | 271 | 272 | 273 | 274 | 275 | 276 | 277 | 278 | 279 |
| عقد 280 | 280 | 281 | 282 | 283 | 284 | 285 | 286 | 287 | 288 | 289 |
| عقد 290 | 290 | 291 | 292 | 293 | 294 | 295 | 296 | 297 | 298 | 299 |
| عقد 300 | 300 | 301 | 302 | 303 | 304 | 305 | 306 | 307 | 308 | 309 |

القرن الثالث هو الفترة الزمنية الممتدة من اليوم الأول لعام 201 إلى اليوم الأخير من عام 300 حسب التقويم الميلادي.
في هذا القرن واجهت الإمبراطورية الرومانية أزمة القرن الثالث بعد انقلابات عديدة على الحكم في روما وذلك بعد وفاة سيبتيموس سيفيروس وعانت بعد ذلك من عصيان الغساسنة في الشرق والقبائل الغالية في الغرب. وفي بلاد فارس انتهت الإمبراطورية الفرثية وحلت محلها الإمبراطورية الساسانية. بدأ فترة حقبة الممالك الثلاث في الصين ودخول اليابان في فترة كوفون. أول ظهور لشعب الخمير في كمبوديا بعد تأسيس أول مملكة لهم. قبائل البانتو تصل إلى جنوب أفريقيا. وفي أمريكا حضارة أدنا تحل محل حضارة هوبويل وحضارة المايا تدخل العصر الكلاسيكي.

## أحداث
- 208 اندلاع معركة المنحدرات الحمراء بين مملكة تساو واي في شمال الصين وممالك الجنوب المتحالفة مملكة شو هان ومملكة وو الشرقية. وانتهت بانتصار الممالك المتحالفة.
- 211 وفاة الإمبراطور الروماني سيبتيموس سيفيروس في فبراير وخلفه ابنيه كاراكلا وجيتا تنازع الشقيقان على العرش ووصلت الأمور إلى حافة الحرب الأهلية.
- 211 اغتال الإمبراطور الروماني كاراكلا أخيه الإمبراطور جيتا في ديسمبر وانفرد بحكم روما.
- 212 أصدر الإمبراطور الروماني كاراكلا مرسوم كاراكلا الذي منح الجنسية الرومانية للأحرار في جميع أنحاء الإمبراطورية الرومانية من أجل زيادة الضرائب الذي جعل بموجبه جميع سكان الإمبراطورية سواسية.
- 217 اغتيل الإمبراطور الروماني كاراكلا في أبريل واستولى قائد الحرس الإمبراطوري  ماكرينوس على السلطة.
- 218 أعدم الإمبراطور الروماني ماكرينوس بعد هزيمته في معركة انطاكية ضد إيل جبل الذي خلفه في يونيو.
- 220 دخلت الصين بعد زوال سلطة سلالة هان الحاكمة في دور من الركود والانحطاط نتيجة للفوضى التي عمّت البلاد وضعف الحكومة المركزية فأعلن عدد من حكّام الأقاليم استقلالهم وبداية حقبة الممالك الثلاث مملكة تساو واي ومملكة شو هان ومملكة وو الشرقية.
- 220 الغساسنة سلالة عربية أحفاد قبيلة أزد من اليمن والذين هاجروا في أوائل القرن الثالث وأسسوا مملكة في الشام وعاصمتها الجابية. وأصبحت دولة حليفة  للإمبراطورية الرومانية وقاتلوا معهم الفرس وحلفائهم العرب من سلالة المناذرة.
- 222 اغتال الحرس البريتوري الأمبراطور الروماني إيل جبل في مارس. وخلفه أبن خالته سيفيروس ألكسندر
- 224 ثار أردشير الأول حاكم إصطخر في بلاد فارس ضد الشاه البارثي أرطابنوس الرابع وقتله في لتسقط الإمبراطورية الفرثية ويؤسس الإمبراطورية الساسانية وعاصمتها طيسفون
- 220 منح الأمبراطور الروماني سيفيروس ألكسندر لقب ملك لأذينة بن حيران حاكم تدمر (في وسط سوريا).
- 225 اغتال الحرس البريتوري الإمبراطور الروماني سيفيروس ألكسندر في مارس وخلفه ماكسيمينوس ثراكس. وبداية فترة أزمة القرن الثالث في الإمبراطورية التي امتدت خمسين عاماً تولى فيها 25 مدعي للقب معظمهم  جنرالات  بالجيش الروماني على كل أو جزء من الإمبراطورية.
- 237 قام الشاه الساساني أردشير الأول بغزو بلاد ما بين النهرين الرومانية.
- 238 اغتال الحرس البريتوري الأمبراطور الروماني ماكسيمينوس ثراكس في مارس. وخلفه جورديان الأول مع ابنه جورديان الثاني.
- 238 قتل الإمبراطور الروماني جورديان الثاني في معركة قرطاج ضد جيش الإمبراطور السابق

في أبريل
- 238 انتحر الإمبراطور جورديان الأول حزنا على ابنه وخلفه بابينوس وجورديان الثالث الذي أعلن إمبراطورا من قبل أنصار جده جورديان الأول وخاله جورديان الثاني ومن ثم مجلس الشيوخ الروماني.
- 242 وفاة الشاه الساساني أردشير الأول في فبراير. وخلفه ابنه سابور الأول
- 244 انتصار الإمبراطورية الرومانية على الإمبراطورية الساسانية وعبر جيش الروم الفرات وكاد يصل المدائن.
- 249 اغتيال الإمبراطور الروماني جورديان الثالث في فبراير وخلفه فيليب العربي.
- 249 قتل الإمبراطور الروماني فيليب العربي في معركة فيرونا ضد ديكيوس الذي خلفه في أكتوبر.
- 244 م وقعت معركة أبريتاس في  يوليو  بين  الإمبراطورية الرومانية والقوط وانتهت بهزيمة نكراء للروم ومقتل الإمبراطور الروماني ديكيوس وخلفه ابنه هوستيليان إمبراطور مشارك مع جالوس.
- 253 م اغتيل الإمبراطور الروماني جالوس بواسطة قواته في أغسطس تفضيلاً لـإميليانوس الذي خلفه والذي اغتيل أيضا بواسطة قواته تفضيلا لفاليريان الذي خلفه في أكتوبر.
- 258 حاول ملك تدمر أذينة بن حيران الاستقلال عن الإمبراطورية الرومانية مستغلا انشغال الإمبراطورية في حربها مع الإمبراطورية الساسانية ولكن انكشف أمره فتم اغتياله وخلفه ابنه اذينة الثاني.
- 260 انتصار الإمبراطورية الساسانية على الإمبراطورية الرومانية في معركة الرها. وأٔسر الإمبراطور الروماني فاليريان وبقي في الأسر حتي مات وخلفه ابنه جالينوس.
- 264 تمكن ملك تدمر أذينة الثاني من جمع بقايا القوات الرومانية  إلى جانب جيشه وتمكن من إجبار الفرس على التراجع وفرض سيطرته على سوريا وسائر أسيا الرومانية وأصبح حاكماً عاماً عليها ومستقلا عن الإمبراطورية الرومانية.
- 265 أجبر سيما يان الإمبراطور تساو هوان حاكم مملكة تساو واي على التنازل عن العرش له ويتوج بأسم الإمبراطور وو مؤسسا سلالة جين الحاكمة في الصين
- 267 وفاة ملك تدمر أذينة الثاني وخلفه ابنه وهب اللات تحت وصاية أمه الملكة زنوبيا.
- 268 اجتاح القوط الغربيون منطقة  البلقان ووصلوا لمقاطعتي بانونيا وإليركيوم  الرومانيتين.
- 268 قتل الإمبراطور الروماني جالينوس في سبتمبر وخلفه كلاوديوس الثاني.
- 269 انتصار الإمبراطورية الرومانية على القوط الغربيين في معركة نيس في سبتمبر وتراجع نفوذ القوط الغربيين إلى ما وراء نهر الدانوب ورغم المحاولات المتكررة للقضاء على القوط الغربيين فقد حافظوا على سيطرتهم على مقاطعة داكيا الرومانية وأسسوا مملكة القوط الغربيين.
- 270 وفاة الإمبراطور الروماني كلاوديوس الثاني في يناير وخلفه أوريليان.
- 270 وفاة الشاه الساساني سابور الأول في مايو وخلفه ابنه هرمز الأول.
- 271 وفاة الشاه الساساني هرمز الأول وخلفه اخيه بهرام الأول.
- 271 تمكنت ملكة تدمر زنوبيا من أحتلال مصر وضمها لمملكة تدمر.
- 273 تمكن الإمبراطور الروماني أوريليان من الانتصار على مملكة تدمر واخضاعها مرة اخري لروما.
- 274 وفاة الشاه الساساني بهرام الأول في سبتمبر. وخلفه ابنه بهرام الثاني.
- 275 اغتال الحرس البريتوري الإمبراطور الروماني أوريليان في سبتمبر وخلفه تاسيتوس.
- 280 هزمت سلالة جين الحاكمة مملكة وو الشرقية ووحدت الصين تحت حكمها.
- 284 وفاة الإمبراطور الروماني كارينوس في نوفمبر. وخلفه دقلديانوس.
- 286 أدخل الإمبراطور الروماني دقلديانوس بعض الإصلاحات لأنهاء أزمة القرن الثالث في الإمبراطورية منها فصل السلطة العسكرية عن المدنية وقسم الإمبراطورية أداريا إلى غربية وشرقية يحكم كل قسم حاكم برتبة أغسطس ونصب مكسيميانوس أغسطس على الغرب في أبريل.
- 292 نقل عاصمة الإمبراطورية الرومانية رسميا من روما إلى ميلانو.
- 293 عدل الإمبراطور دقلديانوس نظام الحكم لنظام حكم رباعي بتتويج غاليريوس إمبراطور مبتدأ مع دقلديانوس أغسطس الشرق وقسطنطيوس إمبراطورا مبتدأ مع مكسيميانوس أغسطس الغرب.
- 293 وفاة الشاه الساساني بهرام الثاني وخلفه ابنه بهرام الثالث الذي توفي في نفس العام وخلفه عمه نرسي.
- 300 المناذرة سلالة عربية من قبيلة لخم من تنوخ (جنوب سوريا والأردن) حكموا العراق وكانوا حلفاء الرومان في البدء ثم تحالفوا مع الفرس وقد اتخذ ملوكهم لقب «ملك العرب» أسسوا دولة المناذرة وعاصمتها الحيرة.
- 300 م بداية فترة كوفون في اليابان التي تتميز بانتشار الكوفون (تلال عظيمة استخدمت كأضرحة أو مقابر مزخرفة بصور وتماثيل لكبار القادة).

## الشخصيات

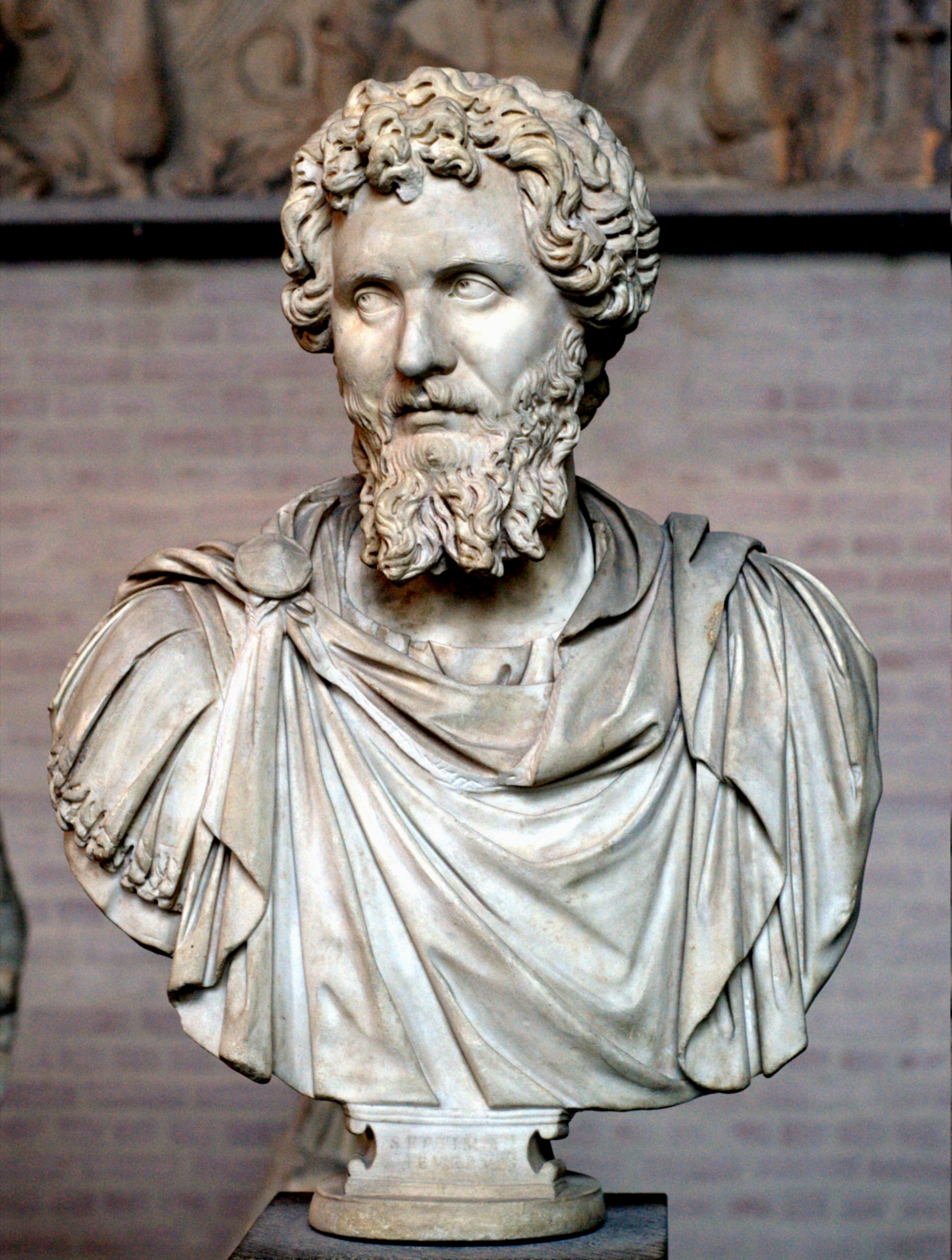
سبتيموس سفيروس

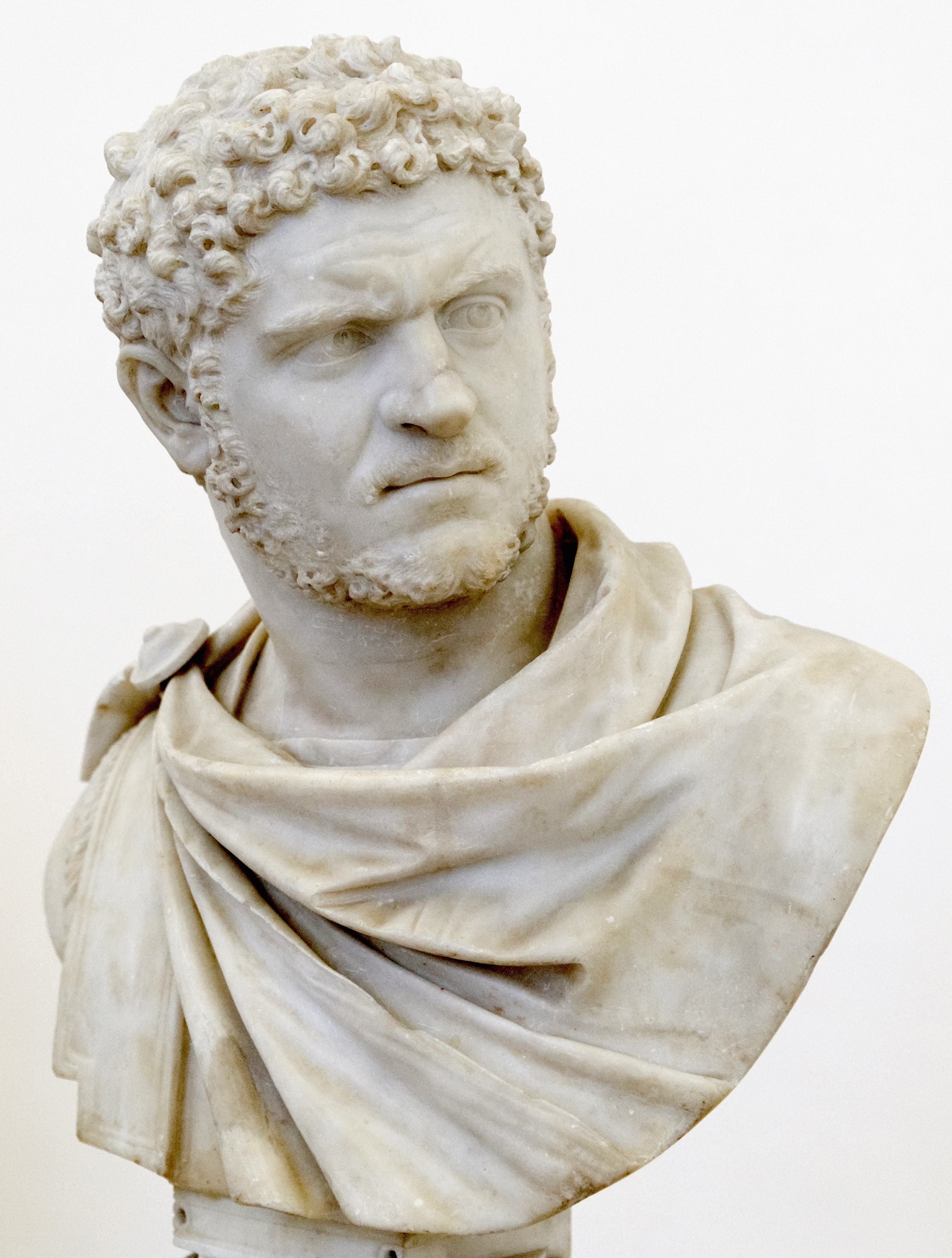
كاراكلا

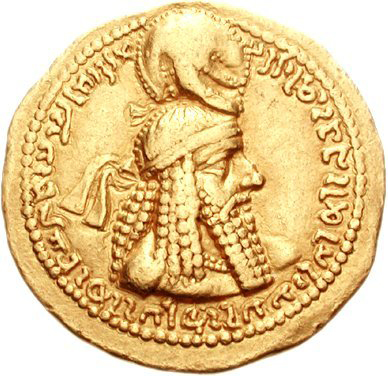
أردشير الأول

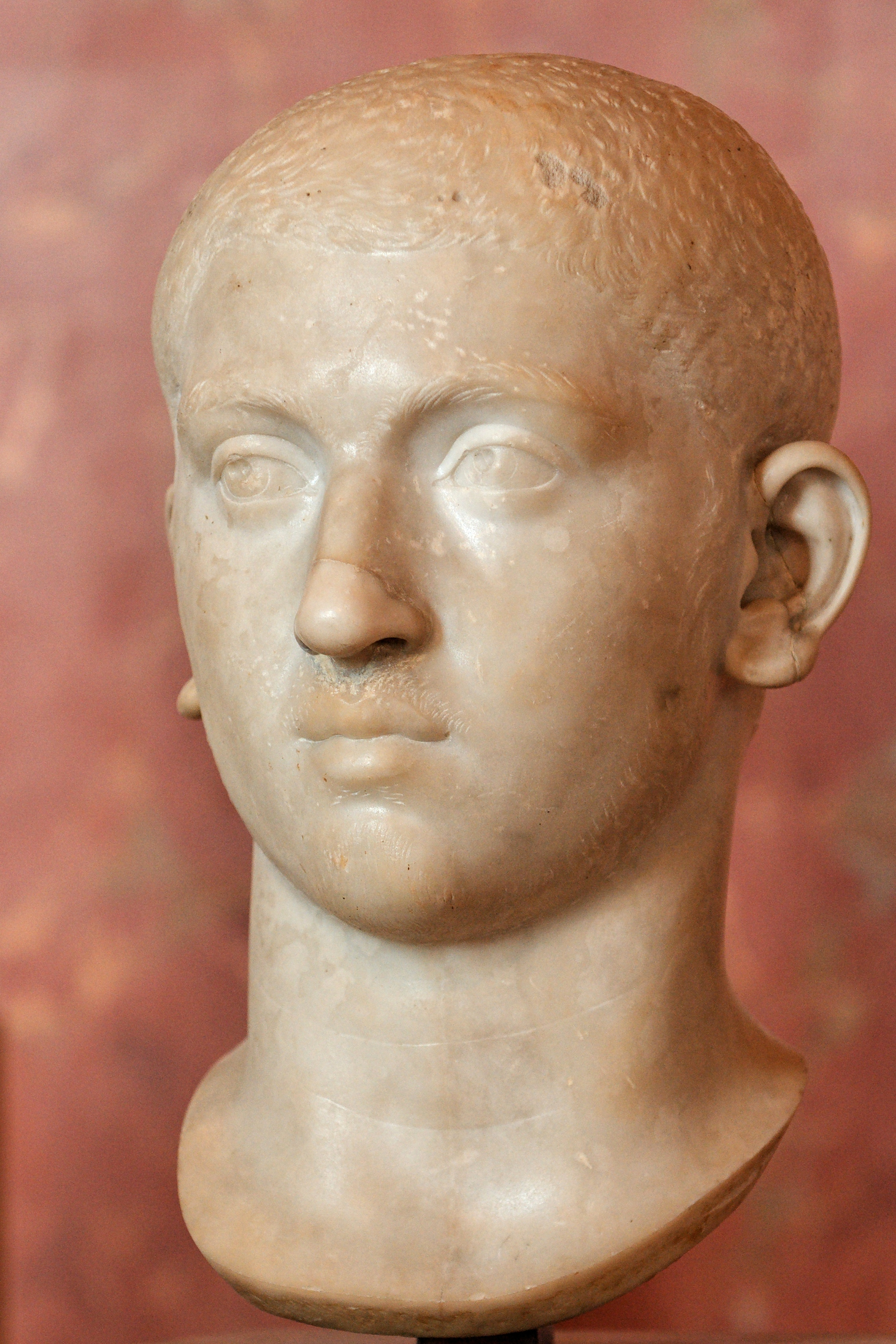
سيفيروس ألكسندر

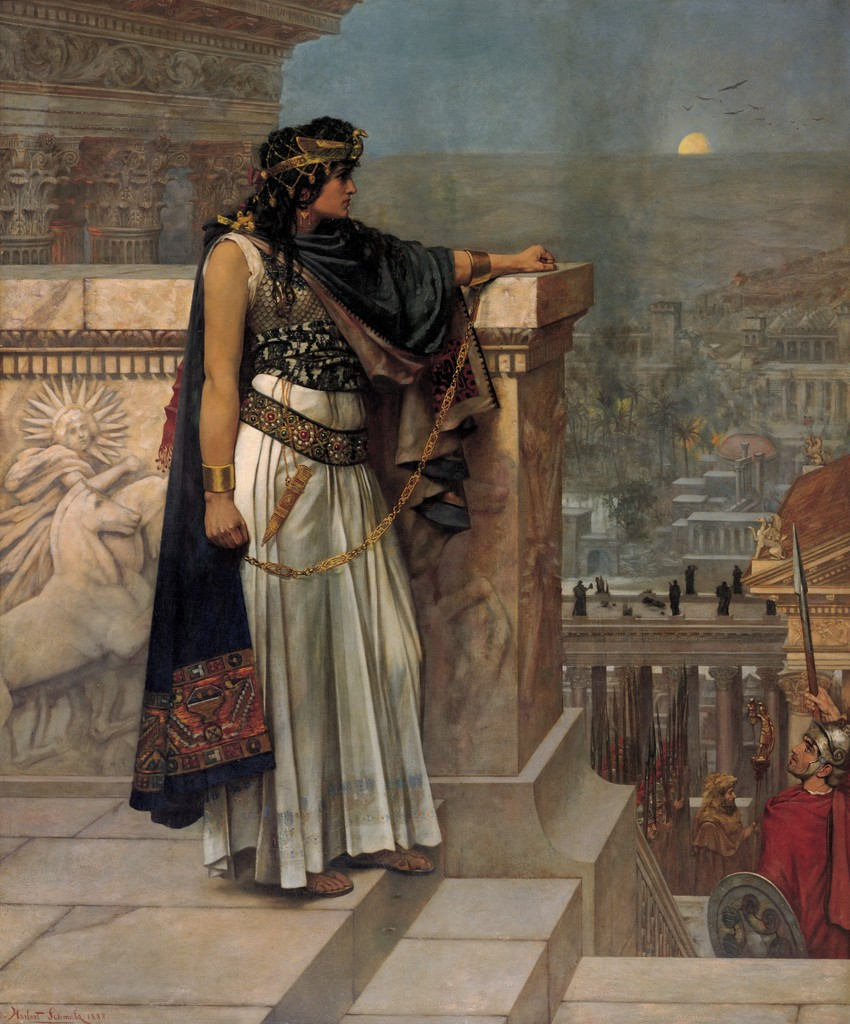
زنوبيا

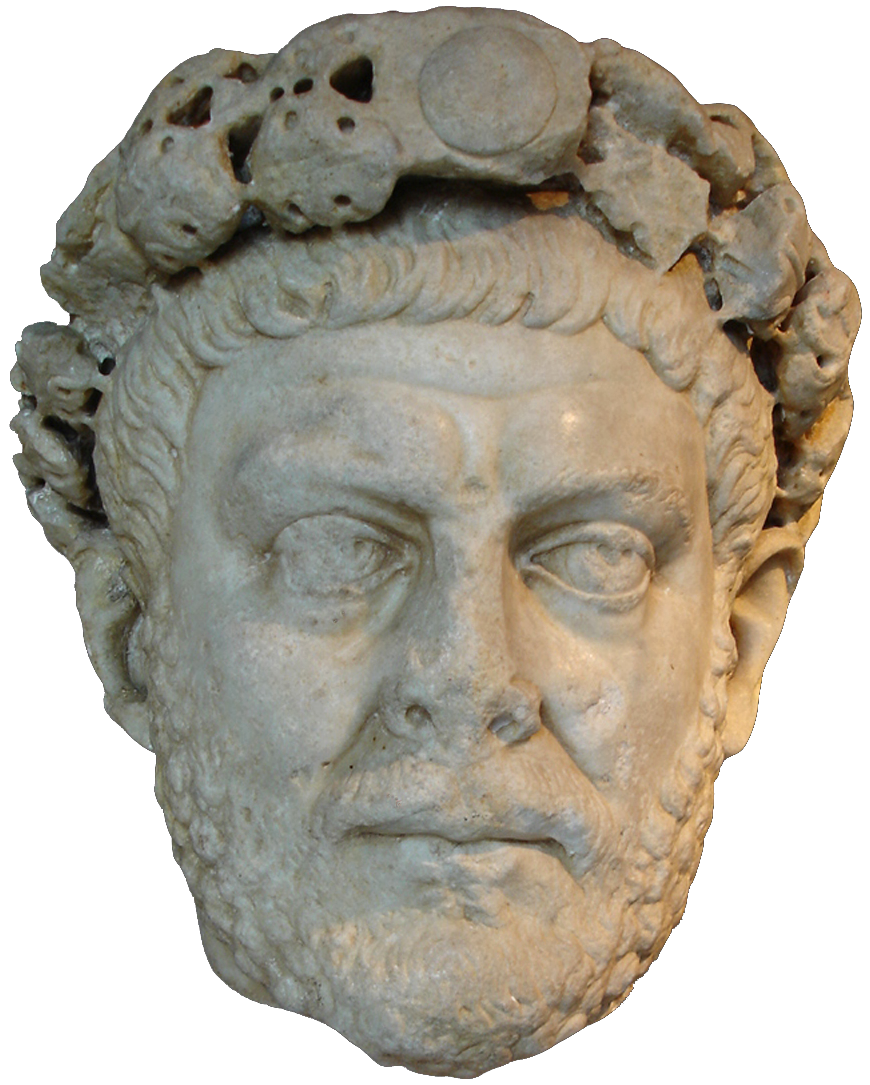
دقلديانوس

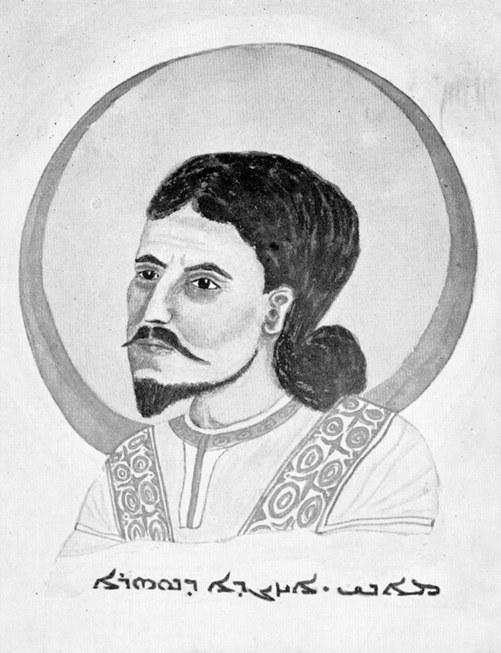
ماني

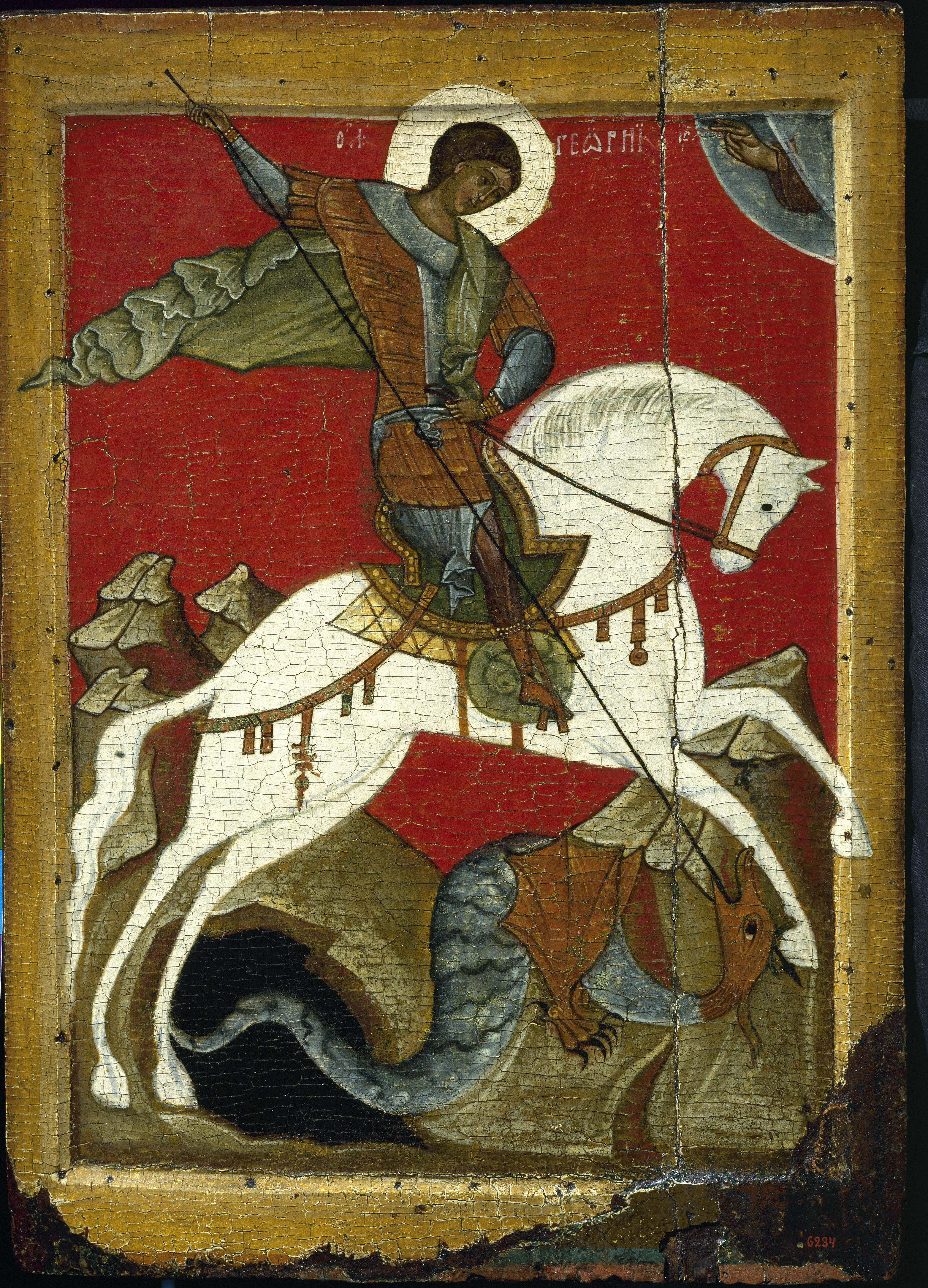
جرجس

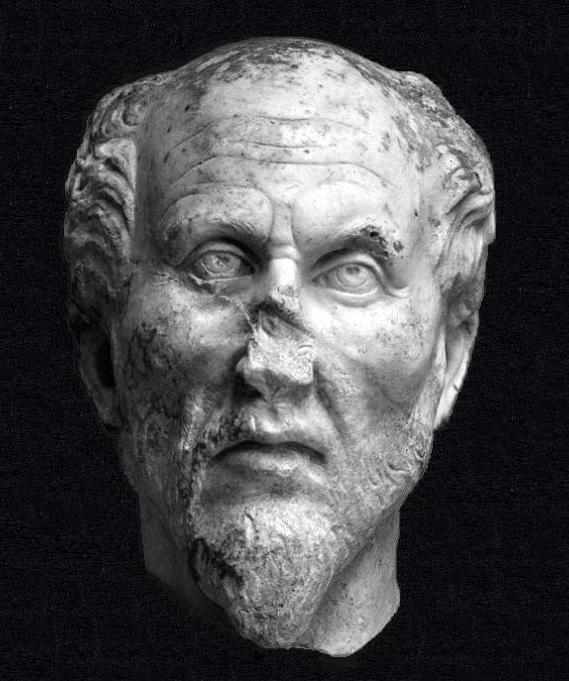
أفلوطين

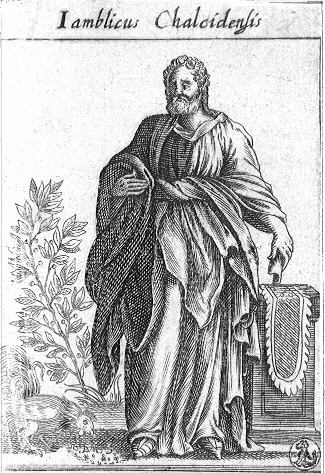
يامبليخوس

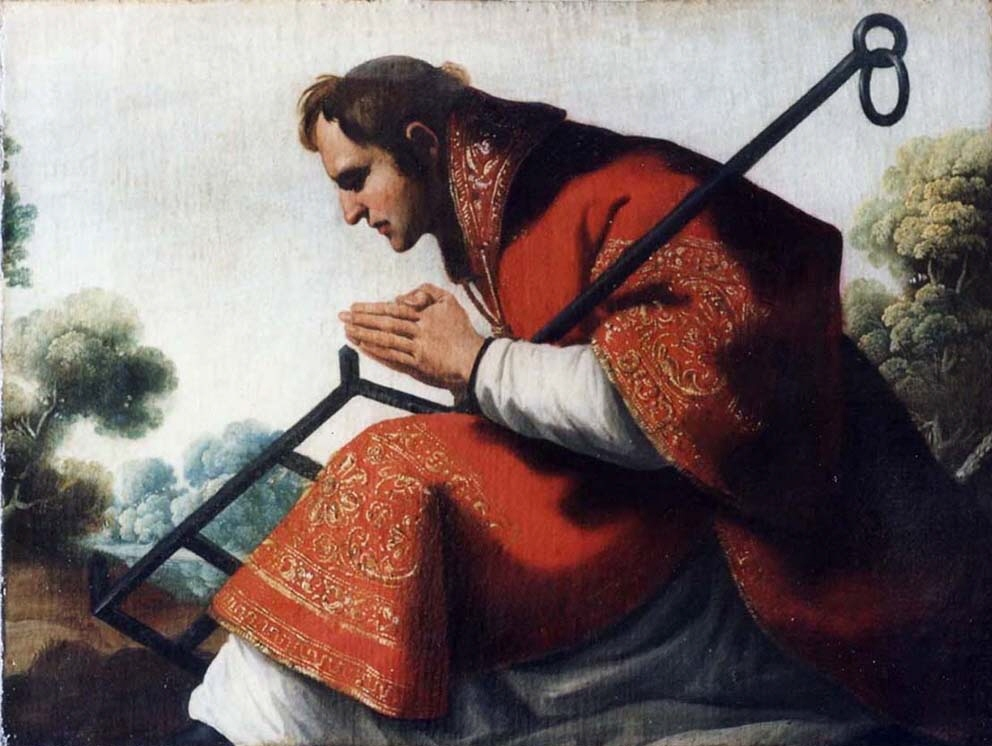
لورانس روما

- أردشير الأول مؤسس السلالة الساسانية الفارسية
- سبتيموس سفيروس إمبراطور روماني
- كاراكلا إمبراطور روماني
- سيفيروس ألكسندر إمبراطور روماني
- فيليب العربي إمبراطور روماني
- غالينوس إمبراطور روماني
- فاليريان إمبراطور روماني
- كلاوديوس الثانى إمبراطور روماني
- أوريليان إمبراطور روماني
- دقلديانوس إمبراطور روماني
- زنوبيا حاكمة تدمر
- أديغة حاكم تدمر
- شابور الأول إمبراطور فارس
- ماني مؤسس المانوية
- قبريانوس القرطاجي قديس وبطريرك
- يوليوس أفريكانوس مؤرخ ولاهوتي روماني ليبي
- إكليمندس الإسكندري قديس مصري ومؤسس مدرسة الإسكندرية المسيحية
- كورنيلوس قديس واسقف روما
- سيما شي قائد عسكري صيني
- ديوجانس اللايرتي فيلسوف يوناني
- هيبوليتوس الرومي فيلسوف ولاهوتي روماني
- لورانس روما قديس وأسقف روما
- سيكتوس الثاني قديس وأسقف روما
- فالنتين قديس روماني
- بربارة قديسة يونانية
- أوريجانوس لاهوتي يوناني مصري
- بابنيان بليغ روماني سوري
- الإسكندر الأفروديسي فيلسوف يوناني
- أمونيوس السقاص فيلسوف يوناني مصري
- كاسيوس ديو مؤرخ روماني
- لونجينوس فيلسوف وبليغ يوناني
- ديوفانتوس الإسكندري رياضياتي ولغوي مصري
- يامبليخوس فيلسوف سوري آرامي
- ليو هوي رياضياتي صيني
- ببس الرومي رياضياتي يوناني روماني
- أفلوطين فيلسوف يوناني
- فرفوريوس الصوري فيلسوف روماني لبناني
- جرجس قديس روماني فلسطيني
- سركيس وباخوس قديسان سوريين
- أغاثا الصقلية قديسة رومانية

## الإختراعات
- أول أشكال البالون الهوائي يتم اختراعها من قبل الصينيين والتي استخدموها في الأغراض العسكرية
- يعتقد أنه تم اختراع أولى أشكال اللغم عن طريق الصينيين